# Компарсита
„Компарсита“ е български игрален филм (драма) от 1978 година на режисьора Никола Петков, по сценарий на Тодор Монов. Оператор е Димо Коларов. Музиката във филма е композирана от Георги Минчев.

## Сюжет
„Компарсита“ е старо танго, което с носталгия напомня за отминали дни.
Марин Янев е дългогодишен пълномощник на партията, профсъюзен отговорник на голям национален обект. Участник в съпротивата, той носи характерните черти на поколението. В работата му настъпват промени. Марин Янев е между първите, които долавят променящата се обстановка. Деликатно го подканят да отстъпи мястото си на друг. Точно тогава се появяват и усложнения в семейството му. Съпругата му се влюбва в млад научен работник и напуска неуютната семейна квартира. В тази нова житейска картина Марин Янев прави преоценка на изминатия път.

## Актьорски състав
- Стефан Илиев – Марин Янев, пълномощник на ЦС на БПС
- Бистра Марчева – лекарката Елена „Лена“ Янева
- н.а. Иван Кондов – Новият пълномощник на ЦС на БПС
- Васил Димитров – Митев
- Рашко Младенов – Журналистът Методи Хинов
- Светозар Неделчев – Щерев
- Рут Спасова (като Рут Рафаилова) – Естрадната певица
- Николай Савов
- Младен Младенов - Несторов, наречен „Фаворитът“
- Юрий Яковлев - Райновски
- Красимир Спасов - главният директор
- Гроздан Герцов
- Корнелия Петкова
- Антония Драгова
- Антоанета Рашеева
- Любов Павлова
- Любен Гройс
- Николай Лилянов
- н.а. Ирина Тасева – Мая
- з.а. Катя Динева – Щерева
- Петър Петров - бай Васо
- Лили Райнова
- Емил Джамджиев
- Миряна Митрович
- Зина Иванова
- Валентин Василев